# Campeonato Europeo de Triatlón de 1987
El III Campeonato Europeo de Triatlón se celebró en Marsella (Francia) el 21 de junio de 1987 bajo la organización de la Unión Europea de Triatlón (ETU) y la Federación Francesa de Triatlón.

## Resultados
| Evento    | Oro                                   | Plata                               | Bronce                             |
| --------- | ------------------------------------- | ----------------------------------- | ---------------------------------- |
| Masculino | Robert Barel · Países Bajos · 1:58:12 | Philippe Méthion Francia 2:01:03    | Karel Blondeel · Bélgica · 2:01:22 |
| Femenino  | Sarah Coope Reino Unido 2:17:03       | Sarah Springman Reino Unido 2:20:30 | Chantal Malherbe Francia 2:22:21   |

## Medallero
| Núm. | País         | Oro | Plata | Bronce | Total |
| ---- | ------------ | --- | ----- | ------ | ----- |
| 1    | Reino Unido  | 1   | 1     | 0      | 2     |
| 2    | Países Bajos | 1   | 0     | 0      | 1     |
| 3    | Francia      | 0   | 1     | 1      | 2     |
| 4    | Bélgica      | 0   | 0     | 1      | 1     |
|      | TOTAL        | 2   | 2     | 2      | 6     |